# 悪霊狩猟団: カウンターズ
『悪霊狩猟団: カウンターズ』（あくりょうしゅりょうだん：カウンターズ、原題：경이로운 소문 驚異的なソ・ムン）は、韓国のケーブルテレビ局OCNにて2020年11月28日から2021年1月24日まで放送されたテレビドラマ。原作は、2018年から連載されている韓国の同名ウェブ漫画。2023年7月29日よりシーズン2が公開。
最終回の視聴率は11.9%を記録し、OCNチャンネルのオリジナルドラマ史上最高視聴率を記録した。
ビデオオンデマンドサービスのNetflixにて、日本を含む世界に配信されている。

## ストーリー
人間に寄生して殺人を犯させ、被害者の魂を喰らう悪霊が蔓延するチュンジン市。そこでは、「カウンター」と呼ばれる悪霊狩猟集団が、不老不死を目的に死後の世界から逃げ出した悪霊を探し出して召喚(除霊)するという任務を担っていた。
カウンターたちはいずれも昏睡状態経験者で、カウンターになる対価として、現世と死後の境目「窿」に存在する「あの世のパートナー」から命を授けられていた。そのうちカ・モタク（ユ・ジュンサン）、ト・ハナ（キム・セジョン）、チュ・メオク（ヨム・ヘラン）の3人は、ククス屋「姉貴麺屋」(언니네 국수:オンニネグクス)をアジトに従業員として働いていた。
ある日、カウンターの一員であるチャン・チョルジュン（ソン・ジル）が「レベル3」の強い悪霊との戦いで殉職する。チョルジュンのあの世のパートナーであったウィゲン（ムン・スク）は、大至急後任を探して現世を彷徨っていたところ、なぜか昏睡状態ではない高校生のソ・ムン（チョ・ビョンギュ）に取り憑いてしまう。取り憑かれたムンは自分の体に起こる奇妙な変化に気付き始め、夢の中でウィゲンに出会う。やがてチョルジュンの後任となったムンは、悪霊を捕まえながらチュンジン市の闇を暴いていく。

## 登場人物

### カウンター
ソ・ムン
演 - チョ・ビョンギュ
本作の主人公。18歳。高校生。漫画を描くことが得意。7年前に交通事故で片足に障がいを負った。その事故で両親を亡くし、母方の祖父母と共に暮らしている。
本来、昏睡状態の者しかカウンターになれないはずだが、ソ・ムンは健康な状態のまま(片足に障がいがあり、歩行に杖を使用してはいるが)カウンターになる。カウンター加入後にチュ・メオクに足の怪我を治してもらう。元々体が弱かったが、モタクやハナに鍛えられ、格闘スキルやカウンターの能力を急激に開化させていく。
16話で高校３年生に進学している。
カ・モタク
演 - ユ・ジュンサン
39歳。元刑事。7年前、職務遂行中にビルの屋上から転落し、頭蓋骨を損傷し死亡宣告を受けていた。カウンターになるのと引き換えに昏睡状態から目覚めたが、以前の記憶を失くした。怪力が自慢。姉貴麺屋では調理担当。
ト・ハナ
演 - キム・セジョン
20歳。警戒心が強い性格で誰にも自分の過去を話さない。悪霊感知能力と、人や物に手を触れるとその過去を把握できるというサイコメトリー能力が優れている。格闘も得意。
姉貴麺屋ではホール担当。
チュ・メオク
演 - ヨム・ヘラン
53歳。カウンターのリーダーであり創設メンバー。唯一の治療能力者。カウンターに加入したソ・ムンの足の障がいを一瞬で治療した。姉貴麺屋の責任者兼調理担当。以前は写真館を営んでいた。戦闘能力は低めだが正義感がとても強く、悪霊ではない人間のマフィア等と戦う際は威勢良く先陣を切ることが多い。
チェ・ジャンムル
演 - アン・ソクファン
59歳。韓国のトップ企業であるジャンムル流通の会長。政財界も一目置く存在。両親のいないソ・ムンが権力者の子らとトラブルを起こし警察署で責任を追及されていた際に、後見人を名乗り出て救出する。カウンターズからは「経費担当」と呼ばれ、莫大な資金力でカウンターズを支える。チョルジュンの通夜では10億ウォンの小切手を香典として渡した。悪霊捕獲の任務からは引退していて、シーズン1では戦闘にはほとんど参加しない。ただし、カウンターの基本的な能力は有したままであり、シーズン2では戦闘に参加する。尚、得意能力・固有能力は不明。

### あの世のパートナー
ウィゲン
演 - ムン・スク
ムンのパートナー。長髪の老婆。魂を取り締まる地域「窿」の責任者。
キム・ギラン
演 - キム・ソラ
モタクのパートナー。強気な性格で、規律を重んじる。
ウシク
演 - ウン・イェジュン
ハナのパートナー。無邪気な少年。
クォン・スホ
演 - イ・チャンヒョン
チュ・メオクのパートナー。メオクの息子。

### 悪霊
チ・チョンシン
演 - イ・ホンネ
悪霊の寄主。親に捨てられて孤児院で育ち、依頼を受けて汚い仕事をしてきた。
ペク・ヒャンヒ
演 - オク・ジャヨン
旦那の殺害後に自分に取り憑いていた悪霊と出会う。怪力。

### その他の周辺人物
ハ・ソッグ
演 - ユン・ジュサン
ムンの祖父。ハ・ムニョンの父。
チャン・チュノク
演 - イ・ジュシル
ムンの祖母。ハ・ムニョンの母。昨年から認知症を患っている。
イム・ジュヨン
演 - イ・ジウォン
ムンのクラスメイトであり親友。ウンミンと共に幼少期からムンのことを見守っている。
キム・ウンミン
演 - キム・ウンス
ムンのクラスメイトであり親友。不良グループのいじめの的にされる。
シン・ヒョグ
演 - チョン・ウォンチャン
ソ・ムンの同級生。チュンジン市長ミョンフィの息子。学校では教師も手をつけられないほどの権力を持っているが、家では肩身の狭い思いをしている。ハナ曰く「学校では王様なのに、家では虫ケラ」。
ペク・ジュンギュ
演 - キム・ミノ
ヒョグの先輩で、チュンジン高校の不良のボス。
キム・ジョンヨン
演 - チェ・ユニョン
女性の刑事。チュンジン南警察署強力犯係チーム長。正義感が強く、不正を黙認する他の刑事らから煙たがられている。ハヌルが配属されるまでは一人だけのチームだった。
カン・ハヌル
演 - イ・ギョンミン
新米刑事。チュンジン南警察署強力犯係。ジョンヨンの唯一の部下。
シン・ミョンフィ
演 - チェ・グァンイル
チュンジン市長。ヒョグの父。
チョ・テシン
演 - イ・ドヨプ
テシングループ会長。
ノ・ハンギュ
演 - キム・スンフン
テシン建設の常務。
ノ・チャンギュ
演 - チョン・ジノ
テシングループ系列のタジョンイエンシー代表。ハンギュの弟。指名手配犯だったが解除される。
チャン・チョルジュン
演 - ソン・ジル
元カウンター。ウィゲンの元パートナー。第1話で悪霊と戦い殉職した。元ジャンムル物流の社員。

### 特別出演
ソ・グォン
演 - チョン・ソクホ
ムンの父。警察官。
ハ・ムニョン
演 - ソン・ヨウン
ムンの母。警察官。
ヒヨン
演 - イ・ソンビン
行方不明の家族を探している女性。
オ・ジョング
演 - ソン・ホジュン
シンガポールで活動していた韓国人カウンター。治癒能力者。
ドンパル
演 - イム・チギュ
ジョングのパートナー。

## 音楽

### オリジナル・サウンドトラック

#### Part.1
| #         | タイトル                   | 作詞        | 作曲      | アーティスト | 時間 |
| --------- | -------------------------- | ----------- | --------- | ------------ | ---- |
| 1.        | 「Close Your Eyes」        | Hen, イゴン | Hen       | ホン・イサク | 3:03 |
| 2.        | 「Close Your Eyes」(Inst.) |             | Hen       |              | 3:03 |
| 合計時間: | 合計時間:                  | 合計時間:   | 合計時間: | 合計時間:    | 6:06 |

#### Part.2
| #         | タイトル               | 作詞           | 作曲                        | アーティスト   | 時間 |
| --------- | ---------------------- | -------------- | --------------------------- | -------------- | ---- |
| 1.        | 「再会 (재회)」        | キム・セジョン | キム・セジョン, MIN, BYMORE | キム・セジョン | 4:33 |
| 2.        | 「再会 (재회)」(Inst.) |                | キム・セジョン, MIN, BYMORE |                | 4:33 |
| 合計時間: | 合計時間:              | 合計時間:      | 合計時間:                   | 合計時間:      | 9:06 |

#### Part.3
| #         | タイトル                   | 作詞      | 作曲      | アーティスト | 時間 |
| --------- | -------------------------- | --------- | --------- | ------------ | ---- |
| 1.        | 「大丈夫 (괜찮아)」        | Jayins    | Jayins    | Dvwn         | 3:32 |
| 2.        | 「大丈夫 (괜찮아)」(Inst.) |           | Jayins    |              | 3:32 |
| 合計時間: | 合計時間:                  | 合計時間: | 合計時間: | 合計時間:    | 7:04 |